# André Barjonet
André Barjonet, né le 9 janvier 1921 à Taza dans le Protectorat français au Maroc et mort le 15 novembre 2005 à Laval, est un syndicaliste français.

## Biographie
Fils de Charles Barjonet, officier , il s'engage dans la résistance communiste pendant la Seconde Guerre mondiale. Il milite ensuite à la CGT. Il occupe de 1946 à 1968 le poste de secrétaire du Centre d'études économiques et sociales de la CGT, parallèlement à son activité au parti communiste.
En 1968, il s'oppose aux accords de Grenelle. Anti-stalinien, déjà ébranlé par la répression de Budapest en 1956, il quitte le PC et la CGT en mai 1968 ainsi que le Conseil économique et social. Il publie alors La Révolution trahie. Il rejoint le PSU dont il intègre le bureau national.
Il a également été enseignant au Celsa, membre de la Commission supérieure des conventions collectives et de la Commission des comptes de la Nation.
Il se retire de la vie politique au début des années 1980.
Outre ses trois fils, il a élevé Jean-Michel Quatrepoint, fils de sa femme né d'un précédent mariage.

## Publications
- Plus-value et salaire, Éditions sociales, 1950
- Qu'est-ce que la paupérisation, Éditions sociales, 1961[4]
- Qu'est-ce que l'économie politique ?, Éditions sociales, 1962
- La Révolution trahie de 1968, John Didier, 1968
- La CGT. Histoire, structure, doctrine, Seuil, 1968
- Le Parti communiste français, John Didier, 1970
- Initiation au marxisme, Éditions universitaires, 1973
- Quand la monnaie flambe : pourquoi l'inflation ?, Alain Moreau, 1981